# Unione Sportiva Sassuolo Calcio 2018-2019
Questa voce raccoglie le informazioni riguardanti l'Unione Sportiva Sassuolo Calcio nelle competizioni ufficiali della stagione 2018-2019.

## Stagione
Il Sassuolo per la nuova stagione sceglie il tecnico emergente Roberto De Zerbi, che nella passata stagione non era riuscito a salvare il Benevento esprimendo tuttavia un buon livello di gioco. Nella finestra estiva di mercato i neroverdi compiono diverse operazioni in entrata, acquistando, tra gli altri, Kevin Prince Boateng dall'Eintracht Francoforte, il promettente Manuel Locatelli dal Milan e Federico Di Francesco (figlio dell'ex allenatore neroverde Eusebio) dal Bologna. Da segnalare in uscita l'addio delle bandiere Missiroli, che si accasa alla SPAL, ed Acerbi, trasferitosi alla Lazio, e del miglior marcatore della scorsa stagione Politano, che va all'Inter in prestito con diritto di riscatto.
È proprio contro i nerazzurri l'esordio del Sassuolo, che vince sorprendentemente 1-0 grazie ad un rigore di Domenico Berardi. Il cammino del Sassuolo nel girone di andata è positivo, con la squadra che chiude undicesima a 25 punti, disputando quasi sempre un ottimo gioco. Dopo la vittoria per 3-0 sul Cagliari alla seconda giornata di ritorno, la squadra accusa un brusco calo che culmina con la sconfitta nel recupero a Bologna per 2-1 alla ventinovesima giornata: il Sassuolo, dopo questa sconfitta, vede ridursi la distanza sulla zona retrocessione a 5 punti, ma da quel momento fino alla fine del campionato riprenderà in scioltezza il proprio cammino (solo due sconfitte nelle ultime nove partite) chiudendo tranquillamente il campionato all'undicesimo posto con 43 punti.

## Divise e sponsor
Il fornitore tecnico per la stagione 2018-2019 è Kappa, mentre lo sponsor ufficiale è Mapei.
| Casa | Trasferta | Terza divisa |

## Rosa
Rosa e numerazione sono aggiornati al 31 gennaio 2019.
| N. |                           | Ruolo | Calciatore                       |
| -- | ------------------------- | ----- | -------------------------------- |
| 2  | Brasile (bandiera)        | D     | Marlon                           |
| 3  | Turchia (bandiera)        | D     | Merih Demiral                    |
| 4  | Italia (bandiera)         | C     | Francesco Magnanelli (capitano)  |
| 5  | Uruguay (bandiera)        | D     | Mauricio Lemos                   |
| 6  | Brasile (bandiera)        | D     | Rogério                          |
| 8  | Italia (bandiera)         | C     | Andrea Ghion                     |
| 9  | Serbia (bandiera)         | C     | Filip Đuričić                    |
| 10 | Italia (bandiera)         | A     | Alessandro Matri                 |
| 11 | Italia (bandiera)         | A     | Gianluca Scamacca                |
| 12 | Italia (bandiera)         | C     | Stefano Sensi                    |
| 13 | Italia (bandiera)         | D     | Federico Peluso                  |
| 17 | Italia (bandiera)         | D     | Leonardo Sernicola               |
| 18 | Italia (bandiera)         | A     | Giacomo Raspadori                |
| 19 | Danimarca (bandiera)      | A     | Jens Odgaard                     |
| 20 | Costa d'Avorio (bandiera) | C     | Jérémie Boga                     |
| 21 | Spagna (bandiera)         | D     | Pol Lirola                       |
| 23 | Italia (bandiera)         | D     | Giangiacomo Magnani              |
| 25 | Italia (bandiera)         | A     | Domenico Berardi (vice capitano) |

| N. |                    | Ruolo | Calciatore            |
| -- | ------------------ | ----- | --------------------- |
| 27 | Ghana (bandiera)   | C     | Kevin-Prince Boateng  |
| 28 | Italia (bandiera)  | P     | Giacomo Satalino      |
| 29 | Italia (bandiera)  | A     | Marcello Trotta       |
| 30 | Senegal (bandiera) | A     | Babacar               |
| 31 | Italia (bandiera)  | D     | Gian Marco Ferrari    |
| 32 | Ghana (bandiera)   | C     | Alfred Duncan         |
| 34 | Italia (bandiera)  | A     | Federico Di Francesco |
| 36 | Italia (bandiera)  | P     | Stefano Turati        |
| 37 | Italia (bandiera)  | P     | Matteo Campani        |
| 38 | Italia (bandiera)  | D     | Stefano Ferraresi     |
| 39 | Italia (bandiera)  | D     | Cristian Dell'Orco    |
| 47 | Italia (bandiera)  | P     | Andrea Consigli       |
| 68 | Marocco (bandiera) | C     | Mehdi Bourabia        |
| 73 | Italia (bandiera)  | C     | Manuel Locatelli      |
| 79 | Italia (bandiera)  | P     | Gianluca Pegolo       |
| 98 | Italia (bandiera)  | D     | Claud Adjapong        |
| 99 | Italia (bandiera)  | A     | Enrico Brignola       |

## Calciomercato

### Sessione estiva(dal 1º/7 al 31/8)
| Acquisti         | Acquisti               | Acquisti              | Acquisti                                                                                        | Acquisti |
| R.               | Nome                   | da                    | Modalità                                                                                        |          |
| ---------------- | ---------------------- | --------------------- | ----------------------------------------------------------------------------------------------- | -------- |
| D                | Gian Marco Ferrari     | Sampdoria             | fine prestito                                                                                   |          |
| D                | Mauricio Lemos         | Las Palmas            | prestito                                                                                        |          |
| D                | Rogério                | Juventus              | prestito                                                                                        |          |
| D                | Leonardo Sernicola     | Ternana               | definitivo (200.000 €)                                                                          |          |
| D                | Giangiacomo Magnani    | Juventus              | definitivo (5 milioni €) con diritto di riacquisto                                              |          |
| D                | Marlon                 | Barcellona            | definitivo (6 milioni€) con diritto di riacquisto                                               |          |
| C                | Filip Đuričić          | Sampdoria             | svincolato                                                                                      |          |
| C                | Kevin-Prince Boateng   | Eintracht Francoforte | definitivo                                                                                      |          |
| C                | Mehdi Bourabia         | Konyaspor             | definitivo (2.250.000 €)                                                                        |          |
| C                | Jérémie Boga           | Chelsea               | definitivo (3,9 milioni €) con diritto di riacquisto                                            |          |
| C                | Manuel Locatelli       | Milan                 | prestito (2 milioni €) con obbligo di riscatto (10 milioni€)                                    |          |
| A                | Federico Ricci         | Crotone               | fine prestito                                                                                   |          |
| A                | Khouma Babacar         | Fiorentina            | riscatto (9 milioni €)                                                                          |          |
| A                | Jens Odgaard           | Inter                 | definitivo (5 milioni €) con diritto di ricompra (5 milioni € nel 2019 o 10 milioni € nel 2020) |          |
| A                | Marcello Trotta        | Crotone               | fine prestito                                                                                   |          |
| A                | Federico Di Francesco  | Bologna               | definitivo (10 milioni€)                                                                        |          |
| A                | Enrico Brignola        | Benevento             | definitivo (3,5 milioni €)                                                                      |          |
| Altre operazioni |                        |                       |                                                                                                 |          |
| R.               | Nome                   | da                    | Modalità                                                                                        |          |
| D                | Riccardo Marchizza     | Avellino              | fine prestito                                                                                   |          |
| D                | Alessandro Tripaldelli | Juventus              | fine prestito                                                                                   |          |
| C                | Filippo Bandinelli     | Perugia               | fine prestito                                                                                   |          |
| C                | Giovanni Sbrissa       | Cremonese             | fine prestito                                                                                   |          |
| A                | Gianluca Scamacca      | Cremonese             | fine prestito                                                                                   |          |

| Cessioni         | Cessioni               | Cessioni   | Cessioni                                                      |
| R.               | Nome                   | a          | Modalità                                                      |
| ---------------- | ---------------------- | ---------- | ------------------------------------------------------------- |
| D                | Francesco Acerbi       | Lazio      | definitivo (10 milioni € + 2 milioni € di bonus)              |
| D                | Edoardo Goldaniga      | Frosinone  | prestito                                                      |
| D                | Timo Letschert         | Utrecht    | prestito con diritto di riscatto                              |
| C                | Davide Biondini        |            | fine contratto                                                |
| C                | Luca Mazzitelli        | Genoa      | prestito (1 milione €) con obbligo di riscatto (8 milioni €)  |
| C                | Filippo Bandinelli     | Benevento  | prestito                                                      |
| C                | Simone Missiroli       | SPAL       | definitivo (2,5 milioni €)                                    |
| C                | Francesco Cassata      | Frosinone  | prestito                                                      |
| A                | Matteo Politano        | Inter      | prestito (5 milioni €) con diritto di riscatto (20 milioni €) |
| A                | Diego Falcinelli       | Bologna    | definitivo (10 milioni €)                                     |
| A                | Federico Ricci         | Benevento  | prestito                                                      |
| A                | Antonino Ragusa        | Verona     | prestito con obbligo di riscatto                              |
| Altre operazioni |                        |            |                                                               |
| R.               | Nome                   | da         | Modalità                                                      |
| D                | Martin Erlić           | Spezia     | prestito                                                      |
| D                | Andrea Masetti         | Pontedera  | prestito                                                      |
| D                | Jonathan Rossini       | Albissola  | definitivo                                                    |
| D                | Leonardo Fontanesi     | Pontedera  | prestito                                                      |
| D                | Luca Ravanelli         | Padova     | prestito                                                      |
| D                | Riccardo Marchizza     | Crotone    | prestito con diritto di riscatto e controriscatto             |
| D                | Alessandro Tripaldelli | PEC Zwolle | prestito                                                      |
| C                | Simone Franchini       | Reggina    | prestito                                                      |
| C                | Jérémie Broh           | Padova     | prestito                                                      |
| C                | Giovanni Sbrissa       | Siena      | prestito                                                      |
| A                | Nicholas Pierini       | Spezia     | prestito con diritto di riscatto e controriscatto             |
| A                | Giacomo Zecca          | Teramo     | prestito                                                      |
| A                | Andrea Cisco           | Padova     | prestito                                                      |
| A                | Pietro Cianci          | Siena      | prestito                                                      |
| A                | Ettore Gliozzi         | Siena      | prestito                                                      |
| A                | Gianluca Scamacca      | PEC Zwolle | prestito                                                      |

### Sessione invernale(dal 3/1/ al 31/1)
| Acquisti         | Acquisti               | Acquisti   | Acquisti      |
| R.               | Nome                   | da         | Modalità      |
| ---------------- | ---------------------- | ---------- | ------------- |
| D                | Merih Demiral          | Alanyaspor | prestito      |
| A                | Gianluca Scamacca      | PEC Zwolle | fine prestito |
| Altre operazioni |                        |            |               |
| R.               | Nome                   | da         | Modalità      |
| D                | Alessandro Tripaldelli | PEC Zwolle | fine prestito |

| Cessioni         | Cessioni               | Cessioni   | Cessioni                                               |
| R.               | Nome                   | a          | Modalità                                               |
| ---------------- | ---------------------- | ---------- | ------------------------------------------------------ |
| D                | Cristian Dell'Orco     | Empoli     | prestito con obbligo di riscatto                       |
| C                | Kevin-Prince Boateng   | Barcellona | prestito oneroso con opzione di riscatto (8 milioni €) |
| A                | Marcello Trotta        | Frosinone  | definitivo                                             |
| Altre operazioni |                        |            |                                                        |
| R.               | Nome                   | da         | Modalità                                               |
| D                | Alessandro Tripaldelli | Crotone    | prestito                                               |

## Risultati

### Serie A

#### Girone di andata
| Arbitro: | Mariani (Aprilia) |

|                    |           |  |
| Berardi 27’ (rig.) | Marcatori |  |

| Arbitro: | Pairetto (Nichelino) |

|                    |           |                                  |
| Pavoletti 10’, 73’ | Marcatori | 53’ Berardi 90+9’ (rig.) Boateng |

| Arbitro: | Rocchi (Firenze) |

|                                                                       |           |                            |
| Boateng 34’ Lirola 38’ Babacar 41’ Spolli 45+2’ (aut.) G. Ferrari 62’ | Marcatori | 27’, 83’ Piątek 70’ Pandev |

| Arbitro: | Chiffi (Padova) |

|                  |           |               |
| Ronaldo 50’, 65’ | Marcatori | 90+1’ Babacar |

| Arbitro: | La Penna (Roma) |

|                                             |           |           |
| Boateng 13’ G. Ferrari 57’ Di Francesco 85’ | Marcatori | 1’ Caputo |

| Arbitro: | Abbattista (Molfetta) |

|  |           |                        |
|  | Marcatori | 59’ Adjapong 90’ Matri |

| Arbitro: | Giacomelli (Trieste) |

|             |           |                                           |
| Đuričić 68’ | Marcatori | 39’ Kessié 50’, 90+4’ Suso 60’ Castillejo |

| Arbitro: | Di Bello (Brindisi) |

|                         |           |  |
| Ounas 3’ L. Insigne 72’ | Marcatori |  |

| Genova 22 ottobre 2018, ore 20:30 CEST 9ª giornata | Sampdoria       | 0 – 0 referto | Sassuolo | Stadio Luigi Ferraris (19.064 spett.)\| Arbitro: \| Fourneau (Roma) \| |
| Arbitro:                                           | Fourneau (Roma) |               |          |                                                                        |

| Arbitro: | Doveri (Roma) |

|                               |           |                      |
| Marlon 17’ Boateng 85’ (rig.) | Marcatori | 2’ Palacio 56’ Mbaye |

| Arbitro: | Aureliano (Bologna) |

|  |           |                                           |
|  | Marcatori | 42’ Di Francesco 90+4’ (aut.) Giaccherini |

| Arbitro: | Calvarese (Teramo) |

|                |           |           |
| G. Ferrari 15’ | Marcatori | 8’ Parolo |

| Arbitro: | Valeri (Roma) |

|                             |           |                    |
| Gervinho 6’ Bruno Alves 25’ | Marcatori | 36’ (rig.) Babacar |

| Reggio nell'Emilia 2 dicembre 2018, ore 15:00 CET 14ª giornata | Sassuolo                 | 0 – 0 referto | Udinese | Mapei Stadium - Città del Tricolore\| Arbitro: \| Guida (Torre Annunziata) \| |
| Arbitro:                                                       | Guida (Torre Annunziata) |               |         |                                                                               |

| Arbitro: | Chiffi (Padova) |

|                                  |           |                                        |
| Duncan 62’ Babacar 67’ Sensi 80’ | Marcatori | 70’ Simeone 89’ Benassi 90+6’ Mirallas |

| Arbitro: | Abbattista (Molfetta) |

|  |           |                                |
|  | Marcatori | 44’ (aut.) Ariaudo 58’ Berardi |

| Arbitro: | Banti (Livorno) |

|                |           |             |
| Brignola 90+2’ | Marcatori | 55’ Belotti |

| Arbitro: | Giacomelli (Trieste) |

|                                          |           |             |
| Perotti 8’ (rig.) Schick 23’ Zaniolo 59’ | Marcatori | 90’ Babacar |

| Arbitro: | Pasqua (Tivoli) |

|                 |           |                                                            |
| Duncan 51’, 58’ | Marcatori | 19’ D. Zapata 42’ Gómez 54’ Mancini 74’, 87’, 90+2’ Iličić |

#### Girone di ritorno
| Milano 19 gennaio 2019, ore 20:30 CET 20ª giornata | Inter                | 0 – 0 referto | Sassuolo | Stadio Giuseppe Meazza\| Arbitro: \| Pairetto (Nichelino) \| |
| Arbitro:                                           | Pairetto (Nichelino) |               |          |                                                              |

| Arbitro: | Irrati (Pistoia) |

|                                             |           |  |
| Locatelli 9’ Babacar 45+4’ (rig.) Matri 87’ | Marcatori |  |

| Arbitro: | Manganiello (Pinerolo) |

|              |           |             |
| Sanabria 41’ | Marcatori | 28’ Đuričić |

| Arbitro: | Mazzoleni (Bergamo) |

|  |           |                                 |
|  | Marcatori | 23’ Khedira 70’ Ronaldo 86’ Can |

| Arbitro: | Mariani (Aprilia) |

|                                  |           |  |
| Krunić 34’ Acquah 37’ Farias 60’ | Marcatori |  |

| Arbitro: | Maresca (Napoli) |

|            |           |                    |
| Peluso 43’ | Marcatori | 68’ (rig.) Petagna |

| Arbitro: | Valeri (Roma) |

|                   |           |  |
| Lirola 35’ (aut.) | Marcatori |  |

| Arbitro: | Manganiello (Pinerolo) |

|             |           |                |
| Berardi 52’ | Marcatori | 86’ L. Insigne |

| Arbitro: | Dionisi (L'Aquila) |

|                                   |           |                                                                  |
| Boga 38’ Duncan 63’ Babacar 90+2’ | Marcatori | 15’ Defrel 36’ Quagliarella 39’ Linetty 46’ Praet 72’ Gabbiadini |

| Arbitro: | Guida (Torre Annunziata) |

|                                |           |            |
| Pulgar 68’ (rig.) Destro 90+6’ | Marcatori | 90+1’ Boga |

| Arbitro: | Maggioni (Lecco) |

|                                           |           |  |
| Demiral 4’, 45’ Locatelli 47’ Berardi 57’ | Marcatori |  |

| Arbitro: | Abisso (Palermo) |

|                                 |           |                         |
| Immobile 53’ (rig.) Lulić 90+5’ | Marcatori | 57’ Rogério 89’ Berardi |

| Reggio nell'Emilia 14 aprile 2019, ore 15:00 CEST 32ª giornata | Sassuolo          | 0 – 0 referto | Parma | Mapei Stadium\| Arbitro: \| Piccinini (Forlì) \| |
| Arbitro:                                                       | Piccinini (Forlì) |               |       |                                                  |

| Arbitro: | Pairetto (Nichelino) |

|                   |           |           |
| Lirola 80’ (aut.) | Marcatori | 31’ Sensi |

| Arbitro: | Fourneau (Roma) |

|  |           |             |
|  | Marcatori | 37’ Berardi |

| Arbitro: | Giua (Olbia) |

|                         |           |                          |
| G. Ferrari 66’ Boga 78’ | Marcatori | 8’ Sammarco 36’ Paganini |

| Arbitro: | Giacomelli (Trieste) |

|                           |           |                         |
| Belotti 56’, 82’ Zaza 81’ | Marcatori | 27’ Bourabia 71’ Lirola |

| Reggio nell'Emilia 18 maggio 2019, ore 20:30 CEST 37ª giornata | Sassuolo         | 0 – 0 referto | Roma | Mapei Stadium - Città del Tricolore\| Arbitro: \| Maresca (Napoli) \| |
| Arbitro:                                                       | Maresca (Napoli) |               |      |                                                                       |

| Arbitro: | Doveri (Roma) |

|                                     |           |             |
| D. Zapata 35’ Gómez 53’ Pašalić 65’ | Marcatori | 19’ Berardi |

### Coppa Italia
| Arbitro: | Calvarese (Teramo) |

|                                                              |           |             |
| Boateng 9’ Berardi 23’ (rig.), 41’ Duncan 29’ Magnanelli 81’ | Marcatori | 72’ Defendi |

| Arbitro: | Rapuano (Rimini) |

|                         |           |            |
| Matri 14’ Locatelli 80’ | Marcatori | 41’ Brodić |

#### Fase finale
| Arbitro: | Chiffi (Padova) |

|                    |           |  |
| Milik 15’ Ruiz 74’ | Marcatori |  |

## Statistiche

### Statistiche di squadra
| Competizione | Punti            | In casa | In casa | In casa | In casa | In casa | In casa | In trasferta | In trasferta | In trasferta | In trasferta | In trasferta | In trasferta | Totale | Totale | Totale | Totale | Totale | Totale | DR |
| Competizione | Punti            | G       | V       | N       | P       | Gf      | Gs      | G            | V            | N            | P            | Gf           | Gs           | G      | V      | N      | P      | Gf     | Gs     | DR |
| ------------ | ---------------- | ------- | ------- | ------- | ------- | ------- | ------- | ------------ | ------------ | ------------ | ------------ | ------------ | ------------ | ------ | ------ | ------ | ------ | ------ | ------ | -- |
| Serie A      | 43               | 19      | 5       | 10      | 4       | 33      | 33      | 19           | 4            | 6            | 9            | 19           | 26           | 38     | 9      | 16     | 13     | 53     | 58     | -5 |
| Coppa Italia | Ottavi di finale | 2       | 2       | 0       | 0       | 7       | 2       | 1            | 0            | 0            | 1            | 0            | 2            | 3      | 2      | 0      | 1      | 7      | 4      | +3 |
| Totale       | 43               | 21      | 7       | 10      | 4       | 40      | 35      | 20           | 4            | 6            | 10           | 19           | 28           | 41     | 11     | 16     | 14     | 60     | 62     | -2 |

### Andamento in campionato
| Giornata  | 1 | 2 | 3 | 4 | 5 | 6 | 7 | 8 | 9 | 10 | 11 | 12 | 13 | 14 | 15 | 16 | 17 | 18 | 19 | 20 | 21 | 22 | 23 | 24 | 25 | 26 | 27 | 28 | 29 | 30 | 31 | 32 | 33 | 34 | 35 | 36 | 37 | 38 |
| --------- | - | - | - | - | - | - | - | - | - | -- | -- | -- | -- | -- | -- | -- | -- | -- | -- | -- | -- | -- | -- | -- | -- | -- | -- | -- | -- | -- | -- | -- | -- | -- | -- | -- | -- | -- |
| Luogo     | C | T | C | T | C | T | C | T | T | C  | T  | C  | T  | C  | C  | T  | C  | T  | C  | T  | C  | T  | C  | T  | C  | T  | C  | C  | T  | C  | T  | C  | T  | T  | C  | T  | C  | T  |
| Risultato | V | N | V | P | V | V | P | P | N | N  | V  | N  | P  | N  | N  | V  | N  | P  | P  | N  | V  | N  | P  | P  | N  | P  | N  | P  | P  | V  | N  | N  | N  | V  | N  | P  | N  | P  |
| Posizione | 1 | 4 | 2 | 4 | 4 | 3 | 5 | 8 | 8 | 9  | 6  | 7  | 8  | 9  | 9  | 8  | 8  | 11 | 11 | 12 | 11 | 11 | 12 | 11 | 11 | 11 | 12 | 13 | 14 | 11 | 11 | 11 | 12 | 10 | 10 | 10 | 10 | 11 |

Fonte:  Serie A – Classifiche, su sport.sky.it, Sky Sport. URL consultato il 20 settembre 2018 (archiviato dall'url originale l'11 settembre 2014).
Legenda:

Luogo: C = Casa; T = Trasferta. Risultato: V = Vittoria; N = Pareggio; P = Sconfitta.